# Barbara Fredrickson

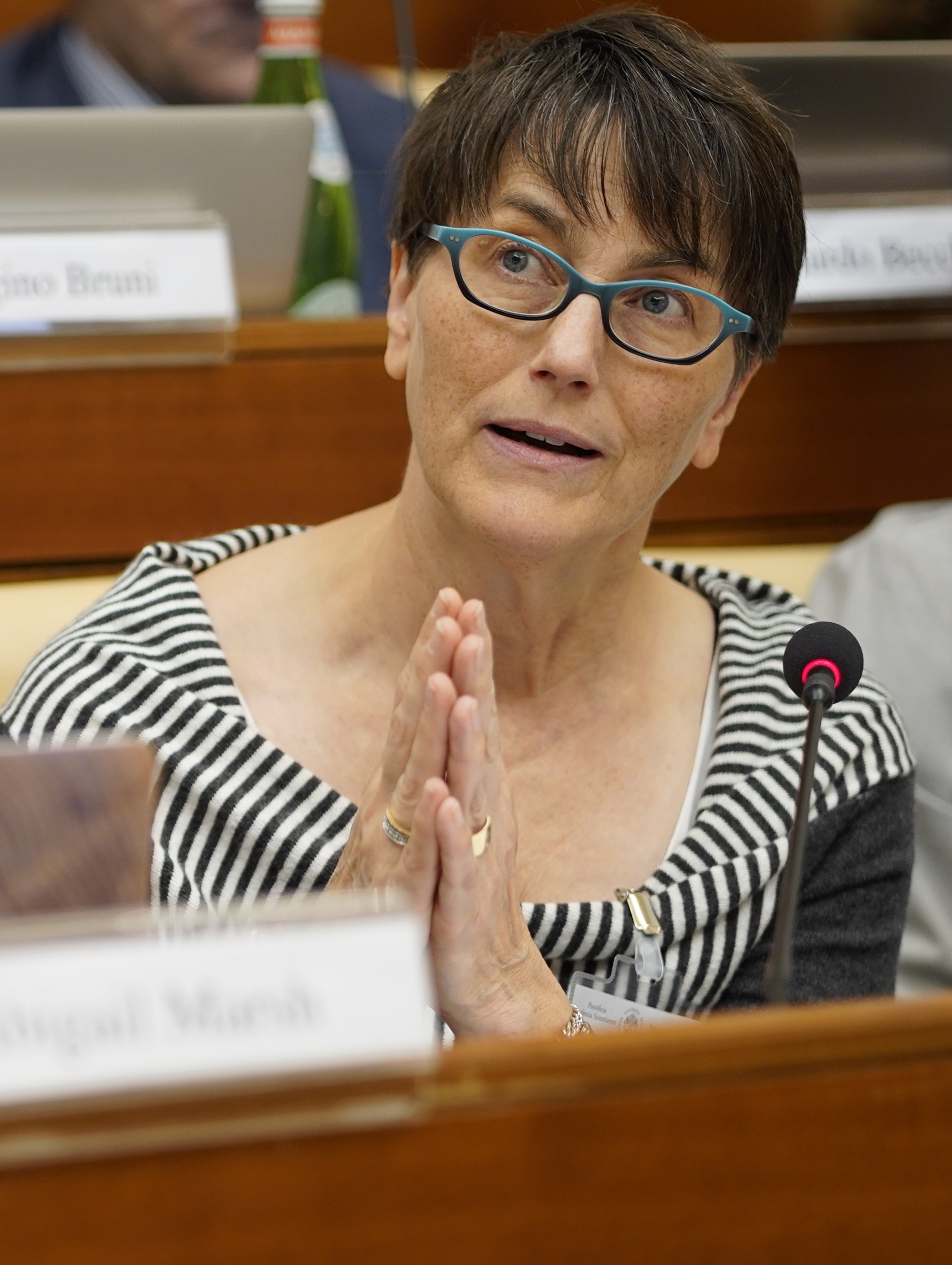
Barbara Fredrickson bei der Pontifical Academy of Sciences, 2019

Barbara Lee Fredrickson (* 15. Juni 1964) ist eine US-amerikanische Psychologin.

## Wirken
Barbara Fredrickson ist Professorin für Psychologie an der University of North Carolina at Chapel Hill und leitende Wissenschaftlerin am Positive Emotions and Psychophysiology Lab (PEPLab) dieser Universität. Sie promovierte 1990 an der Stanford University. Vor ihrer Tätigkeit in Chapel Hill war sie Professorin an der University of Michigan.
Sie hat maßgeblich zur Weiterentwicklung der Positiven Psychologie beigetragen und unter anderem die Broaden-and-build-Theorie entwickelt.

## Auszeichnungen
Barbara Fredrickson wurde für ihre wissenschaftlichen Leistungen mit zahlreichen Preisen ausgezeichnet. Unter anderem erhielt sie im Jahr 2000 für die Entwicklung der Broaden-and-Build-Theorie den Templeton Prize in Positiver Psychologie, 2008 den Career Trajectory Award der Society of Experimental Social Psychology und 2013 die Christopher Peterson Gold Medal, die höchste Auszeichnung der International Positive Psychology Association.

## Werke
- Die Macht der guten Gefühle. Wie eine positive Haltung ihr Leben dauerhaft verändert. Campus Verlag, Frankfurt/New York 2011, ISBN 978-3-593-39081-9.
- Love 2.0: How Our Supreme Emotion Affects Everything We Feel, Think, Do, and Become. Hudson Street Press, New York 2013, ISBN 978-1-594-63099-6.
- The role of positive emotions in positive psychology: The broaden-and-build theory of positive emotions. In: American Psychologist. 56, 2001, S. 218–226.